# Albrecht Hirche
Albrecht Hirche (* 1959 in Heckelberg) ist ein Regisseur des deutschsprachigen Gegenwartstheaters. Er ist zudem Autor, Schauspieler und Ausstatter.

## Leben
Albrecht Hirche studierte Kulturpädagogik an der Universität Hildesheim. Sein Studium schloss er mit der programmatischen Arbeit Theater muß wie Fußball sein 1987 ab. Von 1986 bis 1989 war er Dozent für Theatertheorie und -praxis in Hildesheim. Seit 1981 arbeitet er als freiberuflicher Regisseur, Schauspieler und Autor bei Theater Mahagoni Hildesheim (später hirche/krumbein productions) und an freien und öffentlichen Häusern wie Theaterhaus Jena, Schauspiel Hannover, Sophiensaele Berlin, Luzerner Theater, Theater Basel, Schauspiel Köln, Oldenburgisches Staatstheater, Volksbühne Berlin, Maxim Gorki Theater Berlin, Theater o.N.,  Theater Mülheim an der Ruhr, Theater Magdeburg, Theater an der Parkaue Berlin, Centraltheater Leipzig, Schauspiel Halle, Notos Company Athens und Diplous Eros Theatre Athens.

## Kunstausstellungen
2025 One DAY I'll Catch You. 42 Acryl Paintings, Galerie AllerTageJuli, Hildesheim